# Chi (rivier)
De Chi (Thais: แม่น้ำชี) is een rivier in Thailand op het Khoratplateau in het noordoosten van Thailand. De rivier ontspringt in de Phetchabunbergen en mondt uit in de rivier de Mun in het district Kanthararom in de provincie Sisaket. De rivier is 442 kilometer lang.
Na het ontspringen in de Phetchabunbergen stroomt de Chi oostwaarts door de provincies Chaiyaphum, Khon Kaen en Maha Sarakham. Hierna buigt de rivier af in zuidelijke richting in de provincie Roi Et om vervolgens in de provincie Sisaket met de rivier de Mun samen te vloeien.
- Library of Congress Control Number: sh85023208
- Nationale Bibliotheek van Israël: 987007285526605171
- Virtual International Authority File: 315128460